# John A. Costello
John Aloysius Costello (20. juni 1891 – 5. januar 1976) var en fremtrædende irsk statsmand og politiker fra partiet Fine Gael, der i to omgange var taoiseach (Irlands regeringsleder): fra 1948 til 1951 og igen fra 1954 til 1957.